# It’s Probably Me
It’s Probably Me ist ein Jazzrocksong, der 1992 von Eric Clapton, Sting und Michael Kamen geschrieben wurde.

## Hintergrund
Gemeinsam mit David Sanborn haben die Urheber den Song eingespielt und als Teil des Soundtracks für den Film Brennpunkt L.A. – Die Profis sind zurück, aber auch eigenständig als Single veröffentlicht.
Das Musikvideo wurde in Schwarz-weiß gedreht und zeigt Sting, Kamen, Sanborn und Clapton im Studio bei der Aufnahme des Songs. Clapton benutzt ein Zippo-Benzinfeuerzeug als Instrument und raucht Zigaretten.
1993 wurden Clapton, Kamen und Sanborn mit dem BMI Film Music Award ausgezeichnet. Clapton, Kamen und Sting wurden ebenfalls für den Grammy Award nominiert.
Sting nahm das Stück 1993 für sein Album Ten Summoner’s Tales ohne Beteiligung der anderen Musiker erneut auf.